# Besuch auf Godenholm
Besuch auf Godenholm ist eine 1952 erschienene Erzählung von Ernst Jünger. Sie spielt auf der fiktiven skandinavischen Insel Godenholm, auf der der Forscher und Philosoph Schwarzenberg Gäste empfängt. Diese erleben surreale und beängstigende Dinge. Ohne dass es ausdrücklich gesagt wird, liegt es nahe, dass es sich um Drogenerfahrungen handelt. Die Erzählung knüpft damit an das Kapitel Die Lorbeernacht im Roman Heliopolis an und bietet einen Ausblick auf den Essay Annäherungen. Drogen und Rausch, in welchem Jünger direkt seine Erfahrungen mit verschiedenen Drogen schildert.

## Inhalt
Der Psychologe Moltner, der Prähistoriker Einar und Ulma, eine Bauerntochter aus der Nachbarschaft, kommen mit dem Schiff zur Insel Godenholm. Moltner ist in Gedanken unzufrieden, er hat offenbar große Erwartungen an die Zeit, die er bei Schwarzenberg verbringen will, Ort und Personal erscheinen ihm aber unpassend bzw. unzureichend. Er hätte sich lieber an einem südlicheren Ort getroffen.
Schwarzenberg bewirtet die drei in einem großen achteckigen Raum auf seinem Anwesen. Es wird Tee gereicht. In der Folge stellen sich bei allen vier Beteiligten verschiedene Formen körperlichen Unwohlseins ein, die Geräusche der Umgebung erscheinen für sie lauter und eindringlicher, es fällt ihnen schwerer sie einzuordnen, der Raum erscheint ihnen immer kälter.
Moltner kündigt zunächst an, abreisen zu wollen, da das Klima ihm nicht bekomme, Schwarzenberg aber rät ihm davon ab. Nun erscheinen Moltner verschiedene Visionen: Zunächst sieht er große Mengen Wasser in den Raum einbrechen, darin schweben ein scheußliches, an einem Anker befestigtes Tier, dann ein Blauhai, schließlich ganze Fischschwärme mit allerlei absonderlichen Farben und Formen an ihm vorbei. Mehrmals, wenn die Visionen zwischendurch nachlassen und er die Umgebung besser wahrnimmt, ruft Schwarzenberg ihm zu, er wisse doch mehr. Eine zweite Vision zeigt ihm einen goldenen, sonnendurchfluteten Palast. Vor einer möglichen dritten Vision wird abgebrochen.
Einar glaubte sich währenddessen bei den Eltern zu Besuch, ob auch Ulma oder Schwarzenberg Visionen erlebten, wird nicht erwähnt.
Als alle wiederhergestellt sind, wird zu Abend gegessen. Von Moltner heißt es: „Er hatte eine Veränderung erfahren, das war unzweifelhaft“. Unter anderem habe er eine „neue Wahrnehmung seiner selbst“ und seiner Hand wohne nun „Heilkraft inne“.

## Hinweise auf Drogen
Die Abfolge der Erlebnisse und Empfindungen der vier entspricht recht gut den Wirkungen von LSD, das durchaus auch mit Getränken wie dem genannten Tee eingenommen werden kann, oder auch von Meskalin:
Nach dem Tee wird Moltner bald schlecht: „Moltner empfand ein Schwanken wie bei beginnender Seekrankheit“, und die Sinneseindrücke erscheinen ihm verstärkt: „Sein Gehör war empfindsam geworden wie ein Geflecht von Saiten, das antwortete, ehe es berührt wurde. Er fühlte sich mächtig angesprochen, ...“ Es kommt zu verändertem Zeitempfinden und Halluzinationen. „Die Dinge begannen sich aufzuladen und Leben zu gewinnen, sie wuchsen aus den Gegenständen, als die sie ihm erschienen waren,  zu fragestellender, ja richterlicher Macht.“ Ebenso typische euphorische Allmachtsphantasien stellen sich ein: „Moltner empfand im Schauen Macht; er war der Festherr, dem der Aufzug galt.“

## Hintergrund
Jünger hatte zahlreiche Drogenerfahrungen gemacht. Unter anderem unternahm er 1950 mit mehreren Bekannten ein Meskalin-Experiment bei seinem Verleger Ernst Klett jr. 1951 nahm er unter ärztlicher Aufsicht mit dem befreundeten Entdecker des LSD, Albert Hofmann, an einem Experiment mit LSD teil. Dies wiederholten sie bis 1970 noch mehrmals. Eine ausführliche Ausgabe des Briefwechsels zwischen Jünger und Hofmann erschien 2013 aus den Nachlässen Jüngers und Hofmanns, welche im Deutschen Literaturarchiv Marbach vorliegen.